# Hypena molpusalis
Hypena molpusalis là một loài bướm đêm trong họ Erebidae.